# Yuta Toyokawa
Yuta Toyokawa (født 9. september 1994) er en japansk fodboldspiller.
Han har spillet for flere forskellige klubber i sin karriere, herunder Kashima Antlers og Fagiano Okayama.